# Freitagsakademie
Die Freitagsakademie ist ein Schweizer Barock-Ensemble, das 1993 in Bern von der Oboistin Katharina Suske, dem Flötisten Louis Dupras und dem Cellisten Bernhard Maurer gegründet wurde. Es ist das erste Barock-Ensemble der Bundeshauptstadt. Sein künstlerisches Credo lautet: „Es gibt keine alte Musik“. Im Patronatskomitee waren bis zu ihrem Tod Alice und Nikolaus Harnoncourt.

## Geschichte
Namensgeber für das Berner Barock-Ensemble ist Johann Gottlieb Janitsch (1708–1763), Komponist und Hofmusiker bei Friedrich II., der in seiner Berliner Wohnung jeweils freitags Akademien veranstaltete, wo er mit seinen Kollegen aus der Hofkapelle für ein bürgerliches Publikum musizierte.
Werke von Janitsch standen denn auch auf dem Programm, als Die Freitagsakademie ihr erstes Konzert in der Krypta der Kirche St. Peter und Paul in der Berner Altstadt gab. „Der groovende, mit Bläsern gefüllte Barocksound wird bald zu ihrem Markenzeichen.“ Es folgen Konzerte im In- und Ausland. Seit 2002 hat Die Freitagsakademie ihre eigene Konzertreihe im Kunstmuseum Bern, seit 2012 im Konservatorium Bern und im Burgerratssaal im Casino Bern, seit 2023 auch im Farelsaal in Biel.

## Künstlerische Leitung
Die Freitagsakademie arbeitet ohne Dirigent, bisweilen übernimmt ein Musiker die Verantwortung für ein Projekt. Die künstlerische Leitung liegt seit 2015 in den Händen der Mitgründerin Katharina Suske.

## Konzertprogramme
Getreu ihrem Credo „Es gibt keine alte Musik“ sucht Die Freitagsakademie stets nach neuen Konzertformaten und Verbindungen zu anderen Künsten. So entstehen Programme mit Barocker- und Sufi-Musik, mit Text, mit bildender Kunst, mit zeitgenössischem Tanz, Jazz, Rock und mit Puppentheater.
- Sufi und Bach – Orient meets occident. Sufi-Musik mit Burhan Öçal
- Now and then. Mit Barry Guy, Kontrabass und Musik von Purcell, Bach, Guy sowie Improvisationen
- The Night of Basso Continuo / Baroque Music Revisited: Freitagsakademie feat. Andreas Schaerer, Konzept und Elektronik: Jacob Suske[4]
- Meisterhaft. Nikolaus Habjan pfeift Opernarien
- Delirio Amoroso. Zeitgenössischer Tanz zu Alter Musik mit Joshua Monten
- Concert dans le goût théâtral. Alte Musik und Neuer Tanz mit Joshua Monten
- Bach Multimedial. Die Brandenburgischen Konzerte mit Ton, Wort und Bild, Konzept: Stefan Winter (winter & winter)
- Chaos und Meeresrauschen. Zu Jean-Féry Rebels „Les Elémens“ mit der Band Puts Marie und dem Literaten Michael Fehr
- Le Roi Danse - Ein Tag am Hof von Versailles. Mit Mojca Gal, Barocktanz

## Opernprojekte
Auch im Bereich der Oper geht die Freitagsakademie neue Wege und wagt das szenische Experiment. Für Acis und Galatea von Georg Friedrich Händel (2007) sowie für Dido und Aeneas von Henry Purcell (2010) engagiert sie den Puppenspieler Neville Tranter, der eigens neue Klappmaulpuppen baut und sie von den Sängern selber bewegen lässt. „Das wohl Schönste dabei und deutlich ein Verdienst aller ist, dass es Sängern, Musikern, dem Puppenspieler gelingt, gemeinsam so lebendig und eigenwillig zu agieren, den musikalischen Gestus derart ins szenische Spiel zu bringen, als wären die seelenvollen Figuren mehr als nur geschickt verarbeitete Materialien.“
Die Regie und den Bau der Puppen bei Alcina von Georg Friedrich Händel, 2018, übernimmt der österreichische Regisseur und Puppenspieler Nikolaus Habjan. Die Produktion ist so erfolgreich, dass sie während mehrerer Jahre immer wieder im In- und Ausland gespielt wird.

## Gäste
Gemäß der Webseite der Freitagsakademie:
- Rachel Harnisch
- Ulrike Hofbauer
- Martina Jankova
- Maria Cristina Kiehr
- Emma Kirkby
- Maya Homburger
- Marie Lys
- Dorothee Mields
- Plamena Nikitassova
- Nuria Rial
- Arianna Savall
- Leila Schayegh
- Hélène Schmitt
- Lenka Torgerson
- Sergio Azzolini
- Nicolas Fink
- Vital Julian Frey
- Laurent Gendre
- Jeremy Joseph
- Christian Immler
- Vaclav Luks
- Stefano Montanari
- Jan Krigovsky
- Ilia Korol
- Balasz Maté
- Valer Sabadus
- Maurice Steger
- Pierre-André Taillard
- Edoardo Torbianelli
- Sebastian Wienand
- Omar Zoboli

## Auszeichnungen
- 2019: Musikpreis des Kantons Bern (ad personam Katharina Suske)
- 2017: Diapason d’or de l‘année für CD-Aufnahme „Wiener Klassik“, Quintette für Klavier und Blasinstrumente (winter&winter)
- 2016: Diapason d’or, November, für die CD „Wiener Klassik“

## Diskographie
- 2022: Bach Concertos: Lost and Found (deutsche harmonia mundi).[7][8]
- 2021: My Choice: Zeitreise der Freitagsakademie durch die europäische Musikwelt (winter & winter)
- 2020: Handels Tea Time: Dorothee Mields, Sopran und Die Freitagsakademie (deutsche harmonia mundi)
- 2020: Baroque Wind: Vivaldi, Zelenka, Händel, Fasch und Telemann.[9]
- 2018: Telemann at Café Zimmermann: Ouverturen-Suiten, Concoerto für Oboe d’amore, Ouverture-Suite etc (winter & winter).
- 2016: Wiener Klassik: The unusual instrumentation. Werke von Beethoven und Mozart mit Edoardo Torbianelli, Fortepiano und Bläser der Freitagsakademie (winter & winter).
- 2012: The Celebration. Johann Sebastian Bach, 6 Brandenburgische Konzerte (winter & winter).
- 2010: Travelogues of Italy. Werke von Händel, Scarlatti, Corelli (winter & winter).

## Presse
„In diesen stillen kammermusikalischen Momenten zeigt sich die Freitagsakademie von ihrer stärksten Seite.“
„Die Freitagsakademie fing dabei an zu rocken, die alte verwandelte sich in neue Musik… .“
„There‘s a real focus on detail and a wonderful sense of character and personality in these period-instrument performances of two delightful works.“
„Die schon fast legendäre klangliche Transparenz des Barockensembles kommt voll zum Tragen; die Klangfarben der einzelnen Instrumente entfalten sich aufs Schönste und mischen sich gleichzeitig zum harmonischen Ganzen.“
„L’intonation, si délicate sur un hautbois baroque, n’est jamais prise en défaut dans le jeu de Katharina Suske, dont la maîtrise de l’embouchure offre un son d’une rondeur et d’une sensualité qui nous enchante dès la première phrase. À la tête de la Freitagsakademie, la hautboïste cisèle la musique du Cantor de Leipzig avec précision, offrant un phrasé organique du meilleur aloi.“
„Farbenprächtig gluckerte der Pachelbelsche Gassenhauer dahin, bis er in der letzten, pizzicato gespielten Passage friedlich verebbte.“
„Ihre barocke Spielfreude wird genährt von der Lust am Artikulieren und am Ausformen von Gänsehaut-Melodien oder mitreissenden Rhythmen …“
„…celebration of new fangled Baroque wind instruments … timbres and colours are beautiful.“
„Lustvoll und neckisch in Verzierungen schwelgen … mit hörbar grösstem Spass … mit ausgesuchter klanglicher Vielfalt und oft verinnerlichter Versenkung.“